# Coalition rouge-violette
Une coalition rouge-violette, ou coalition magenta (en allemand : Rot-lila Koalition), est un type de coalition gouvernementale allemande. 
Elle rassemble le Parti social-démocrate (SPD) et l'Alliance Sahra Wagenknecht - Pour la raison et la justice (BSW) .

## Au niveau desLänder

### Brandebourg
| Députés | Dates                                          | Ministre-président | Ministre-président | Ministre-président | Cabinet   |
| ------- | ---------------------------------------------- | ------------------ | ------------------ | ------------------ | --------- |
| 46 / 88 | Depuis le 11 décembre 2024 (3 mois et 3 jours) |                    | Dietmar Woidke     | SPD                | Woidke IV |